# Scamander Vallis
Scamander Vallis és una antiga vall fluvial al quadrangle Arabia de Mart, situat en les coordenades 16° nord i 331.5° oest. Té 204 km de llarg i porta el nom d'un antic nom d'un riu a Troia.